# سپیده‌دم سیاه (فیلم)
سپیده دم سیاه (انگلیسی: Black Dawn) یک فیلم آمریکایی اکشن به کارگردانی الکساندر گروزینسکی است که در سال ۲۰۰۵ منتشر شد. از بازیگران اصلی می‌توان به استیون سیگال و جان پایپر-فرگوسن اشاره کرد. این ادامه فیلم بیگانه (فیلم ۲۰۰۳) محسوب می‌شود.